# 副油鯰屬
副油鯰属（Parapimelodus）是在南美洲生活的長鬚鯰科的一个属。

## 种
目前已知的两个副油鯰属的种为：
- 黑鬚副油鯰
- 瓦氏副油鯰

## 分布
副油鯰属的两个种生活在互相隔绝的地方。瓦氏副油鯰生活在巴拉圭的烏拉圭河、拉普拉塔河流域以及巴拉那河的中游和下游。黑鬚副油鯰则生活在帕托斯湖。

## 描述
躯干坚固，在尾部收拢。头少许内凹，嘴稍许向下，上唇长于下唇。嘴上有三对须。腹鳍和胸鳍强壮。
这些鱼的背部银灰色，腹部白色或者稍微有点黄色。须一般深色。不成对的鳍一般有比较深色的斑点，成对的鳍的斑点不强。

## 生态
副油鯰属的动物有很长的鳃耙，在第一枚鳃弓后有55块鳃耙。原因是它们吃浮游植物。它们的头两侧有非常大的眼睛，可以向上和向下看。这样既有利于觅食又有利于运动。虽然这个特征在鲶鱼中很常见，但是在長鬚鯰科种很少见。
瓦氏副油鯰在它们生活的区域里在暗礁里可能比其它鲶鱼多。